# Théo Bonneriez
Pas d'image ? Cliquez ici

a Compétitions nationales et continentales officielles uniquement.

Théo Bonneriez, né le 29 septembre 1993, est un joueur de rugby à XIII français évoluant au poste de centre. Formé au rugby à XIII à Saint-Estève et Saint-Estève XIII Catalan, il change au cours de son enfance de code de rugby et rejoint la formation de l'USA Perpignan et du Stade rochelais en rugby à XV. Finalement en 2014, il retourne au rugby à XIII en évoluant à Saint-Estève XIII Catalan puis à Lézignan remportant avec ce dernier le titre de Championnat de France en 2021.

## Biographie
Théo Bonneriez découvre le rugby à XIII avec Saint-Estève puis Saint-Estève XIII Catalan. Il rejoint ensuite le rugby à XV et intègre la formation de l'USA Perpignan et le Stade rochelais. Il revient à 21 ans au XIII en signant pour Saint-Estève XIII Catalan puis rejoint en 2016 Lézignan.

## Palmarès
- Collectif : 
  - Vainqueur du Championnat de France : 2021 (Lézignan).
  - Vainqueur de la Coupe de France : 2016[1] (Saint-Estève XIII Catalan).
  - Finaliste du Championnat de France : 2017[1] (Lézignan).
  - Finaliste de la Coupe de France : 2015[1] (Saint-Estève XIII Catalan) et 2017 (Lézignan).

- - Vainqueur du Championnat de France : 2021 (Lézignan).